# SOCCA Copa América 2024
SOCCA Copa América 2024 bylo 1. ročníkem SOCCA Copa América a konalo se v mexickém městě Cancún v období od 21. do 25. února 2024. Účastnilo se ho 16 týmů, které byly rozděleny do 4 skupin po 4 týmech. Ze skupiny pak postoupily do vyřazovací fáze první dva celky do čtvrtfinále a doplnilo je také šest týmů ze třetích míst. Vyřazovací fáze zahrnovala 11 zápasů. Týmy Maďarska, Belgie, Anglie a Ománu byly pozvány na divokou kartu. Původně se také měly zúčastnit týmy Maroka, Haiti, Brazílie a Nikaragui. Ve finále zvítězili reprezentanti Mexika, kteří porazili výběr Maďarska 2:0.

## Stadion
Turnaj se hrál na jednom stadionu v jednom hostitelském městě: SOCCA Stadium (Cancún).
| Cancún          |
| --------------- |
| SOCCA Stadium   |
| Kapacita: 2 000 |

## Skupinová fáze
Čas každého zápasu je uveden v lokálním čase.
| Vysvětlivky                     |
| ------------------------------- |
| Tým postupující do čtvrtfinále  |
| Tým postupující do předkola     |
| Vítěz zápasu je tučně zvýrazněn |

#### Skupina A
| Tým       | Z | V | R | P | VG | IG | +/− | B |
| --------- | - | - | - | - | -- | -- | --- | - |
| Mexiko    | 3 | 3 | 0 | 0 | 10 | 2  | +8  | 9 |
| Maďarsko  | 3 | 2 | 0 | 1 | 5  | 5  | 0   | 6 |
| Guatemala | 3 | 1 | 0 | 2 | 3  | 8  | −5  | 3 |
| Uruguay   | 3 | 0 | 0 | 3 | 2  | 5  | −3  | 0 |

| 21. února 2024 15:00                                 |       |                      |                       |
| Maďarsko                                             | 3 : 1 | Guatemala            | SOCCA Stadium, Cancún |
| Dániel Huszly 4' Balázs Hollauer 5' Rokkó Tolnay 38' |       | Cristian Noriega 25' | SOCCA Stadium, Cancún |

| 21. února 2024 19:00                       |       |                      |                       |
| Mexiko                                     | 2 : 1 | Uruguay              | SOCCA Stadium, Cancún |
| Rafael Hernandez 36' Francisco Estrada 39' |       | Victor Rodriguez 13' | SOCCA Stadium, Cancún |

| 22. února 2024 15:00 |       |                        |                       |
| Uruguay              | 0 : 1 | Maďarsko               | SOCCA Stadium, Cancún |
|                      |       | Martin Torma Vörös 19' | SOCCA Stadium, Cancún |

| 22. února 2024 20:00 |       |                                                                         |                       |
| Guatemala            | 0 : 4 | Mexiko                                                                  | SOCCA Stadium, Cancún |
|                      |       | Juan Carlos Martinez 15', 33' Rafael Hernandez 21' Gerardo Martinez 24' | SOCCA Stadium, Cancún |

| 23. února 2024 16:00    |       |                                        |                       |
| Uruguay                 | 1 : 2 | Guatemala                              | SOCCA Stadium, Cancún |
| Alejandro Fernandez 10' |       | Diego Alvarez 28' Roberto Gonzalez 32' | SOCCA Stadium, Cancún |

| 23. února 2024 20:00                                                        |       |                   |                       |
| Mexiko                                                                      | 4 : 1 | Maďarsko          | SOCCA Stadium, Cancún |
| Gerardo Martinez 12' Sergio Flores 15' Brian Alcaraz 24' Jose Ruvalcaba 36' |       | Dániel Huszly 23' | SOCCA Stadium, Cancún |

#### Skupina B
| Tým      | Z | V | R | P | VG | IG | +/− | B |
| -------- | - | - | - | - | -- | -- | --- | - |
| Kolumbie | 3 | 2 | 1 | 0 | 5  | 2  | +3  | 7 |
| Chile    | 3 | 1 | 2 | 0 | 4  | 3  | +1  | 5 |
| Omán     | 3 | 1 | 1 | 1 | 5  | 3  | +2  | 4 |
| Peru     | 3 | 0 | 0 | 3 | 3  | 9  | −6  | 0 |

| 21. února 2024 11:00                                              |       |                    |                       |
| Omán                                                              | 4 : 1 | Peru               | SOCCA Stadium, Cancún |
| Diego Acosta 2' (vl.) Khalid Al Kaabi 8', 28' Ahmed Al Shamsi 37' |       | Mauricio Ponce 36' | SOCCA Stadium, Cancún |

| 21. února 2024 13:00 |       |                    |                       |
| Chile                | 1 : 1 | Kolumbie           | SOCCA Stadium, Cancún |
| Ignacio Ibar 33'     |       | Brahimi Mohamed ?' | SOCCA Stadium, Cancún |

| 22. února 2024 16:00 |       |                                          |                       |
| Peru                 | 1 : 2 | Chile                                    | SOCCA Stadium, Cancún |
| Jorge Yupton 23'     |       | Ignacio Silva Nacho 40' Ignacio Ibar 40' | SOCCA Stadium, Cancún |

| 22. února 2024 19:00 |       |      |                       |
| Kolumbie             | 1 : 0 | Omán | SOCCA Stadium, Cancún |
| Alberto Correa 26'   |       |      | SOCCA Stadium, Cancún |

| 23. února 2024 15:00                                    |       |                    |                       |
| Kolumbie                                                | 3 : 1 | Peru               | SOCCA Stadium, Cancún |
| Diego Diaz 10' Alberto Correa 19' (pen.) Aniz Galiz 38' |       | Fabio Castillo 22' | SOCCA Stadium, Cancún |

| 23. února 2024 21:00          |       |                     |                       |
| Chile                         | 1 : 1 | Omán                | SOCCA Stadium, Cancún |
| Agustín Radonich Romero 40+4' |       | Khalid Al Kaabi 25' | SOCCA Stadium, Cancún |

#### Skupina C
| Tým       | Z | V | R | P | VG | IG | +/− | B |
| --------- | - | - | - | - | -- | -- | --- | - |
| USA       | 3 | 1 | 2 | 0 | 4  | 2  | +2  | 5 |
| Ekvádor   | 3 | 1 | 2 | 0 | 3  | 2  | +1  | 5 |
| Belgie    | 3 | 1 | 1 | 1 | 5  | 5  | 0   | 4 |
| Kostarika | 3 | 0 | 1 | 2 | 3  | 6  | −3  | 1 |

| 21. února 2024 20:00 |       |                      |                       |
| USA                  | 1 : 1 | Kostarika            | SOCCA Stadium, Cancún |
| Gordon Gilliatt 24'  |       | Jonathan Eduarte 23' | SOCCA Stadium, Cancún |

| 21. února 2024 21:00   |       |                  |                       |
| Belgie                 | 1 : 1 | Ekvádor          | SOCCA Stadium, Cancún |
| Dilham Necipoglu 40+1' |       | Elvis Cedeño 31' | SOCCA Stadium, Cancún |

| 22. února 2024 17:00 |       |                                                              |                       |
| Kostarika            | 1 : 3 | Belgie                                                       | SOCCA Stadium, Cancún |
| Denver Palmer 30'    |       | Mickael Debouck 11' George Ailloale 24' Dilham Necipoglu 30' | SOCCA Stadium, Cancún |

| 22. února 2024 21:00 |       |     |                       |
| Ekvádor              | 0 : 0 | USA | SOCCA Stadium, Cancún |
|                      |       |     | SOCCA Stadium, Cancún |

| 23. února 2024 19:00       |       |                      |                       |
| USA                        | 3 : 1 | Belgie               | SOCCA Stadium, Cancún |
| Mario Ramirez 9', 10', 29' |       | Dilham Necipoglu 42' | SOCCA Stadium, Cancún |

| 23. února 2024 22:00 |       |                                       |                       |
| Kostarika            | 1 : 2 | Ekvádor                               | SOCCA Stadium, Cancún |
| J. Samora 23'        |       | Fernando Alvia 10' Alexis Galarza 38' | SOCCA Stadium, Cancún |

#### Skupina D
| Tým       | Z | V | R | P | VG | IG | +/− | B |
| --------- | - | - | - | - | -- | -- | --- | - |
| Argentina | 3 | 3 | 0 | 0 | 5  | 1  | +4  | 9 |
| Anglie    | 3 | 1 | 1 | 1 | 4  | 4  | 0   | 4 |
| Panama    | 3 | 1 | 0 | 2 | 3  | 4  | −1  | 3 |
| Kanada    | 3 | 0 | 1 | 2 | 2  | 5  | −3  | 1 |

| 21. února 2024 12:00                       |       |        |                       |
| Argentina                                  | 2 : 0 | Kanada | SOCCA Stadium, Cancún |
| Marcos Dogliotti 33' Simon Brown 37' (vl.) |       |        | SOCCA Stadium, Cancún |

| 21. února 2024 14:00         |       |                   |                       |
| Anglie                       | 2 : 1 | Panama            | SOCCA Stadium, Cancún |
| Alex Lock ?' Ismet Sumbul ?' |       | Dwigth Vargas 34' | SOCCA Stadium, Cancún |

| 22. února 2024 14:00 |       |                         |                       |
| Kanada               | 1 : 1 | Anglie                  | SOCCA Stadium, Cancún |
| Tim Hines 6'         |       | Oluwaloseyi Akinola 26' | SOCCA Stadium, Cancún |

| 22. února 2024 18:00 |       |                      |                       |
| Panama               | 0 : 1 | Argentina            | SOCCA Stadium, Cancún |
|                      |       | Patricio Malizia 27' | SOCCA Stadium, Cancún |

| 23. února 2024 17:00 |       |                       |                       |
| Kanada               | 1 : 2 | Panama                | SOCCA Stadium, Cancún |
| Tim Hines 16'        |       | Luis De Leon 10', 29' | SOCCA Stadium, Cancún |

| 23. února 2024 18:00                    |       |                    |                       |
| Argentina                               | 2 : 1 | Anglie             | SOCCA Stadium, Cancún |
| Alain Loiseau 4' Patricio Malizia 40+5' |       | Wesley Allen 40+4' | SOCCA Stadium, Cancún |

## Předkolo play off
| 24. února 2024 9:00 |       |                     |                       |
| Ekvádor             | 1 : 1 | Omán                | SOCCA Stadium, Cancún |
| Angel Alava 27'     |       | Khalid Al Kaabi 37' | SOCCA Stadium, Cancún |

|                                                            |       | Penaltový rozstřel                                              |  |
| Elvis Cedeño Fernando Alvia Carlos Castillo Alexis Galarza | 1 : 2 | Alkatin Alkatini Ismail Al Nasri Khalid Al Kaabi Said Al Shahri |  |

| 24. února 2024 10:00 |       |           |                       |
| Anglie               | 1 : 0 | Guatemala | SOCCA Stadium, Cancún |
| Harry Laflin 5'      |       |           | SOCCA Stadium, Cancún |

| 24. února 2024 11:00                             |       |                                    |                       |
| Maďarsko                                         | 4 : 2 | Panama                             | SOCCA Stadium, Cancún |
| Rokkó Tolnay 8' Martin Torma Vörös 16', 20', 34' |       | Dwigth Vargas 6' Dante Gomez 40+1' | SOCCA Stadium, Cancún |

## Vyřazovací fáze
|  | Čtvrtfinále            | Čtvrtfinále            |                        |        | Semifinále  | Semifinále  |  |  | Finále                 | Finále |
|  |                        |                        |                        |        |             |             |  |  |                        |        |
|  | 24. únor 2024 - Cancún |                        |                        |        |             |             |  |  |                        |        |
|  |                        |                        |                        |        |             |             |  |  |                        |        |
|  | Mexiko                 | 4                      |                        |        |             |             |  |  |                        |        |
|  | Mexiko                 | 4                      | 25. únor 2024 - Cancún |        |             |             |  |  |                        |        |
|  | Omán                   | 1                      |                        |        |             |             |  |  |                        |        |
|  | Omán                   | 1                      | Mexiko                 | 5      |             |             |  |  |                        |        |
|  | 24. únor 2024 - Cancún |                        | Mexiko                 | 5      |             |             |  |  |                        |        |
|  |                        | Chile                  | 0                      |        |             |             |  |  |                        |        |
|  | Chile (pen.)           | Chile                  | 0                      | 2 (2)  |             |             |  |  |                        |        |
|  | Chile (pen.)           |                        | 25. únor 2024 - Cancún | 2 (2)  |             |             |  |  |                        |        |
|  | Anglie                 | 2 (1)                  |                        |        |             |             |  |  |                        |        |
|  | Anglie                 | 2 (1)                  | Mexiko                 | 2      |             |             |  |  |                        |        |
|  | 24. únor 2024 - Cancún |                        | Mexiko                 | 2      |             |             |  |  |                        |        |
|  |                        | Maďarsko               | 0                      |        |             |             |  |  |                        |        |
|  | USA                    | Maďarsko               | 0                      | 1 (1)  |             |             |  |  |                        |        |
|  | USA                    | 25. únor 2024 - Cancún |                        | 1 (1)  |             |             |  |  |                        |        |
|  | Maďarsko (pen.)        | 1 (2)                  |                        |        |             |             |  |  |                        |        |
|  | Maďarsko (pen.)        | 1 (2)                  | Maďarsko               | 6      | Třetí místo | Třetí místo |  |  |                        |        |
|  | 24. únor 2024 - Cancún |                        | Maďarsko               | 6      | Třetí místo | Třetí místo |  |  |                        |        |
|  |                        | Belgie                 | 1                      |        |             |             |  |  |                        |        |
|  | Argentina              | Belgie                 | 1                      | 1 (0)  | Chile       | 2           |  |  |                        |        |
|  | Argentina              |                        |                        | 1 (0)  | Chile       | 2           |  |  |                        |        |
|  | Belgie (pen.)          | 1 (1)                  |                        | Belgie | 1           |             |  |  |                        |        |
|  | Belgie (pen.)          | 1 (1)                  |                        |        | 1           |             |  |  |                        |        |
|  |                        |                        |                        |        |             |             |  |  | 25. únor 2024 - Cancún |        |
|  |                        |                        |                        |        |             |             |  |  |                        |        |

#### Čtvrtfinále
| 24. února 19:00                                                                |       |                    |                       |
| Mexiko                                                                         | 4 : 1 | Omán               | SOCCA Stadium, Cancún |
| Gerardo Martinez 2' Brandon Fierros 3' Leonel Aguiano 13' Rafael Hernandez 36' |       | Said Al Shahri 18' | SOCCA Stadium, Cancún |

| 24. února 2024 20:00                                           |       |                                      |                       |
| Chile                                                          | 2 : 2 | Anglie                               | SOCCA Stadium, Cancún |
| Agustín Radonich Romero 4' Cristopher Bryan Veas Arriagada 38' |       | Harry Laflin 1' Anthony Mcdonald 12' | SOCCA Stadium, Cancún |

|                                                                                    |       | Penaltový rozstřel                                 |  |
| Cristopher Bryan Veas Arriagada Vicente Simon Ignacio Ibar Ignacio Alejandro Silva | 2 : 1 | Charlie Clark O. Bull Harry Laflin Hayden Froggatt |  |

| 24. února 2024 21:00 |       |                   |                       |
| USA                  | 1 : 1 | Maďarsko          | SOCCA Stadium, Cancún |
| Leandro Carrijo 6'   |       | Dániel Huszly 28' | SOCCA Stadium, Cancún |

|                                                    |       | Penaltový rozstřel                               |  |
| David Lopez Molinar Luis Sifuentes Leandro Carrijo | 1 : 2 | Balázs Hollauer Martin Torma Vörös Marcell Szabó |  |

| 24. února 2024 22:00 |       |                     |                       |
| Argentina            | 1 : 1 | Belgie              | SOCCA Stadium, Cancún |
| Alain Loiseau 16'    |       | Mickael Debouck 38' | SOCCA Stadium, Cancún |

|                                                 |       | Penaltový rozstřel            |  |
| Patricio Malizia Nicolas Moguera Mateo Astarloa | 0 : 1 | Anas Hamzaoui George Ailioaie |  |

#### Semifinále
| 25. února 2024 10:00                                                                                       |       |       |                       |
| Mexiko | 5 : 0 | Chile | SOCCA Stadium, Cancún |
| Brian Alcaraz 5' José Daniel Damian Pulido 8' Juan Carlos Martinez 14' Brandon Fierros 25' Luis Guzman 35' |       |       | SOCCA Stadium, Cancún |

| 25. února 2024 11:00                                                    |       |                      |                       |
| Maďarsko                                                                | 6 : 1 | Belgie               | SOCCA Stadium, Cancún |
| Martin Torma Vörös 3' Tibor Sóron 17', 20+1', 39' Márk Barcsay 29', 33' |       | Dilham Necipoglu 32' | SOCCA Stadium, Cancún |

#### O 3. místo
| 25. února 2024 17:30                    |       |                      |                       |
| Chile                                   | 2 : 1 | Belgie               | SOCCA Stadium, Cancún |
| Jose Maria Brito 16' Alvaro Ramirez 19' |       | Dilham Necipoglu 12' | SOCCA Stadium, Cancún |

#### Finále
| 25. února 2024 19:00                               |       |          |                       |
| Mexiko                                             | 2 : 0 | Maďarsko | SOCCA Stadium, Cancún |
| Rafael Hernandez 15' José Daniel Damian Pulido 36' |       |          | SOCCA Stadium, Cancún |